# 871년

## 연호
- 당(唐) 함통(咸通) 12년
- 일본(日本) 조간(貞観) 13년

## 기년
- 당(唐) 의종(懿宗) 12년
- 신라(新羅) 경문왕(景文王) 11년
- 발해(渤海) 대건황(大虔晃) 14년 / 대현석(大玄錫) 원년

## 사건
- 발해, 대건황이 세상을 떠남.
- 대현석이 경왕으로 왕의 자리에 오름.

## 탄생
- 고려(高麗)의 무신(武臣) 박술희(朴述熙/朴述希)

## 사망
- 발해(渤海)의 12대 국왕(國王) 대건황(大虔晃)